# Видмарк, Эрик
Эрик Маттео Прохет Видмарк (швед. Erik Matteo Prochet Widmark; род. 13 июня 1889 года, Хельсингборг, Мальмёхус, Швеция — ум. 30 апреля 1945 года, Хельсингборг, Мальмёхус, Швеция) — шведский химик, профессор медицинской химии в Лундском университете, создатель метода Видмарка.

## Биография
Эрик Видмарк родился в 1889 в шведском городе Хельсингборг (лен Мальмёхус, ныне лен Сконе). Он был сыном инженера Вильгельма Видмарка, племянником доктора Йохана Видмарка и братом архитектора Густава Вильгельмссона Видмарка.
В 1917 году защитил диссертацию доктора философии (PhD) в городе Лунде. В 1918 году стал там же в Лунде адъюнкт-профессором физиологии. В 1920 году назначен профессором медицинской и физиологической химии в Лундском университете.
В 1922 году он разработал свой метод определения концентрации алкоголя в крови.
Видмарк первым занялся систематическими исследованиями фаз резорбции, распределения и элиминации алкоголя в человеческом организме, что привело к созданию известной формулы Видмарка для расчета концентрации алкоголя в крови. Усилия учёного имели большое значение для измерения и расчёта концентрации алкоголя в связи с борьбой с вождением в нетрезвом виде.
В 1938 году Видмарк стал членом Шведской академии наук. С 1929 по 1933 год был председателем Медицинской ассоциации, а с 1938 года — инспектором студенческой ассоциации Хельсингкруна. Похоронен на Новом кладбище в Хельсингборге.

## Память
Начиная с 1965 года Международная организация International Council on Alcohol, Drugs and Traffic Safety (ICADTS) награждает премией Видмарка (Widmark Award) авторов наиболее выдающихся научных исследований по влиянию алкоголя и наркотиков на безопасность дорожного движения.